# Trebgast
Trebgast (oberfränkisch: Drecheds) ist eine Gemeinde im oberfränkischen Landkreis Kulmbach und Sitz der Gemeindeverwaltung sowie der Verwaltungsgemeinschaft Trebgast.

## Geographie

### Lage
Der Hauptort liegt etwa acht Kilometer südöstlich der Kreisstadt Kulmbach linksseits des Weißen Mains am Zufluss der Trebgast. Das Gemeindegebiet erstreckt sich insgesamt auf fast 15 Kilometer Länge, erst über den Bergrücken zwischen beiden Gewässern, dann auch rechtsseits des Weißen Mains nach Nordosten, und reicht bis an die Stadtgrenze von Kulmbach. Es ist bis zu sechs Kilometer breit.

### Gemeindegliederung
Es gibt elf Gemeindeteile (in Klammern ist der Siedlungstyp angegeben):
- Eichholz (Weiler)
- Feuln (Dorf)
- Lindau (Dorf)
- Michelsreuth (Weiler)
- Rehleithen (Weiler)
- Siebenbrunn (Einöde)
- Tauschthal (Einöde)
- Trebgast (Pfarrdorf)
- Waizendorf (Dorf)
- Weiherleithen (Einöde)
- Wolfsbach (Einöde)

Rinnlas und Weiherhaus sind mittlerweile keine Gemeindeteile mehr.
Es gibt auf dem Gemeindegebiet die Gemarkungen Lindau (Gemarkungsteil 1), Trebgast und Trebgaster Forst (Gemarkungsteil 1). Die Gemarkung Trebgast hat eine Fläche von 10,233 km². Sie ist in 1896 Flurstücke aufgeteilt, die eine durchschnittliche Flurstücksfläche von 5397 m² haben. In ihr liegen neben dem namensgebenden Ort die Gemeindeteile Eichholz, Feuln, Michelsreuth, Tauschthal, Waizendorf, Weiherleithen und Wolfsbach.

## Geschichte
Die erste urkundliche Erwähnung Trebgasts stammt aus dem Zeitraum zwischen 1028 und 1040. In dieser Urkunde wurde bestätigt, dass Regenold Walpoto „Trebegast“ dem Bistum Bamberg übergab. Der Ortsname wie auch der Flussname leitet sich vom slawischen Personennamen Trěbgost ab, vermutlich der Name des Siedlungsgründers.
Die Markgrafen von Brandenburg-Bayreuth hatten die Landeshoheit seit dem 14. Jahrhundert inne. Das Markgraftum gehörte ab 1500 zum Fränkischen Reichskreis.
Gegen Ende des 18. Jahrhunderts bestand Trebgast aus 50 bewohnten Anwesen. Außerdem gab es eine Kirche und ein Pfarrhaus. Das Hochgericht übte das bayreuthische Stadtvogteiamt Kulmbach aus. Dieses hatte zugleich die Dorf- und Gemeindeherrschaft. Grundherren waren
- das Kastenamt Kulmbach (38 Anwesen: 1 Mühle, 1 Wirtshaus, 1 Hof, 1 Gut, 1 Söldengut, 17 Sölden, 1 Sölde mit Schmiedegerechtigkeit, 1 Halbsölde, 1 Haus mit Beckenbauerrecht, 1 Kellerhaus, 12 Tropfhäuser, 2 öde Hofstätten, 1 Tropfhofstatt, 1 öde Tropfhofstatt),
- der Markgräfliche Lehenhof Bayreuth (1 Halbhof, 1 Gut),
- das Stiftskastenamt Himmelkron (3 Halbhöfe, 1 unbebauter Halbhof, 1 Tropfhäuslein),
- die Pfarrei Trebgast (6 Sölden).[11]

Als Teil des seit 1792 preußischen Fürstentums Bayreuth fiel Trebgast im Frieden von Tilsit 1807 an Frankreich und wurde 1810 von Napoleon an Bayern verkauft.
Von 1797 bis 1810 unterstand der Ort dem Justiz- und Kammeramt Kulmbach. Mit dem Gemeindeedikt wurde 1811 der Steuerdistrikt Trebgast gebildet, zu dem Eichholz, Feuln, Tauschthal, Waizendorf, Weiherhaus und Wolfsbach gehörten. 1812 entstand die Ruralgemeinde Trebgast, die deckungsgleich mit dem Steuerdistrikt war. Sie war in Verwaltung und Gerichtsbarkeit dem Landgericht Kulmbach zugeordnet und in der Finanzverwaltung dem Rentamt Kulmbach (1919 in Finanzamt Kulmbach umbenannt). In der ersten Hälfte des 19. Jahrhunderts wurden auf dem Gemeindegebiet Michelsreuth, Rinnlas und Weiherleithen gegründet. Ab 1862 gehörte Trebgast zum Bezirksamt Kulmbach (1939 in Landkreis Kulmbach umbenannt). Die Gerichtsbarkeit blieb beim Landgericht Kulmbach (1879 in Amtsgericht Kulmbach umbenannt). Die Gemeinde hatte ursprünglich eine Fläche von 9,957 km².

### Eingemeindungen
1954 wurden die Anwesen von Michelsreuth, die auf dem Gemeindegebiet von Harsdorf und Himmelkron lagen, nach Trebgast umgegliedert. Am 1. Januar 1972 wurde im Zuge der Gebietsreform in Bayern ein Teil der aufgelösten Gemeinde Lindau mit dem Ort Lindau eingegliedert.

### Einwohnerentwicklung
Im Zeitraum 1988 bis 2018 sank die Einwohnerzahl von 1627 auf 1595 um 32 bzw. um 2 %. Am 31. Dezember 2000 hatte Trebgast 1776 Einwohner.

#### Gemeinde Trebgast
| Jahr      | 1818   | 1840   | 1852   | 1861   | 1867   | 1871   | 1875   | 1880   | 1885   | 1890   | 1895   | 1900   | 1905   | 1910   | 1919   | 1925   | 1933   | 1939   | 1946   | 1950   | 1961   | 1970   | 1987   | 2000 | 2008   | 2015   | 2017   |
| Einwohner | 580    | 675    | 793    | 794    | 815    | 843    | 856    | 863    | 857    | 844    | 892    | 890    | 933    | 955    | 892    | 937    | 948    | 931    | 1311   | 1348   | 1436   | 1418   | 1652   | 1776 | 1660   | 1588   | 1610   |
| Häuser    | 92     |        |        |        |        | 121    |        |        | 133    | 133    |        | 136    |        |        |        | 162    |        |        |        | 173    | 243    |        | 452    |      |        | 539    | 541    |
| Quelle    | [ 12 ] | [ 16 ] | [ 16 ] | [ 17 ] | [ 18 ] | [ 19 ] | [ 20 ] | [ 21 ] | [ 22 ] | [ 23 ] | [ 16 ] | [ 24 ] | [ 16 ] | [ 25 ] | [ 16 ] | [ 26 ] | [ 16 ] | [ 16 ] | [ 16 ] | [ 13 ] | [ 27 ] | [ 28 ] | [ 29 ] |      | [ 30 ] | [ 30 ] | [ 30 ] |

#### Ort Trebgast
| Jahr      | 001809 | 001818 | 001861 | 001871 | 001885 | 001900 | 001925 | 001950 | 001961 | 001970 | 001987 |
| Einwohner | 322    | 347    | 454    | 513    | 525    | 552    | 633    | 887    | 920    | 953    | 1081   |
| Häuser    |        | 54     |        |        | 76     | 85     | 104    | 107    | 148    |        | 297    |
| Quelle    | [ 31 ] | [ 12 ] | [ 17 ] | [ 19 ] | [ 22 ] | [ 24 ] | [ 26 ] | [ 13 ] | [ 27 ] | [ 28 ] | [ 29 ] |

## Politik

### Bürgermeister
Erster Bürgermeister ist seit 2020 Herwig Neumann (CSU/Neue Wählergemeinschaft). Vorgänger waren von 2008 bis 2020 Werner Diersch (SPD/Wählergemeinschaft) sowie bis 2008 Siegfried Küspert (SPD/Wählergemeinschaft).

### Gemeinderat
Die Kommunalwahlen seit 2002 führten zu folgenden Stimmenanteilen bzw. Sitzverteilungen im Gemeinderat:
| Partei/Liste                        | Sitze | Sitze | Sitze | 2020  | 2020  |
| Partei/Liste                        | 2002  | 2008  | 2014  | %     | Sitze |
| ----------------------------------- | ----- | ----- | ----- | ----- | ----- |
| CSU/Neue Wählergemeinschaft         | 04    | 05    | 04    | 27,02 | 3     |
| SPD/Wählergemeinschaft              | 06    | 06    | 06    | 40,11 | 5     |
| Gemeinsam für Trebgast (GfT)        | –     | –     | –     | 15,16 | 2     |
| Trebgaster Bürgergemeinschaft (TBG) | –     | –     | –     | 17,70 | 2     |
| Wählerblock                         | 02    | 01    | 02    | –     | –     |
| Gesamt                              | 12    | 12    | 12    | 100   | 12    |

### Wappen und Flagge
Wappen
| | Blasonierung: „Geteilt; oben in Silber ein golden bewehrter und gezungter halber roter Adler mit goldenen Kleestängeln auf den Flügeln, unten in Rot eine durchgehende silberne Quadermauer mit offenem Tor, darin schräg gekreuzt ein goldener Krönel und ein goldener Klöpfel.“ |
| Wappenbegründung: Der halbe rote Adler stammt aus dem Wappen der Markgrafen von Brandenburg-Bayreuth und erinnert an deren Landeshoheit seit dem 15. Jahrhundert. Der Torbau weist auf die Trebgaster Kirchenanlage hin. Die Steinmetzgeräte Krönel und Klöpfel weisen auf die Sand-Steinbruchindustrie in Trebgast hin, die um 1900 ihre Blütezeit erlebte. Wappenführung seit 1986. | |

Flagge
Die Gemeindeflagge ist weiß-rot.

## Kultur und Sehenswürdigkeiten

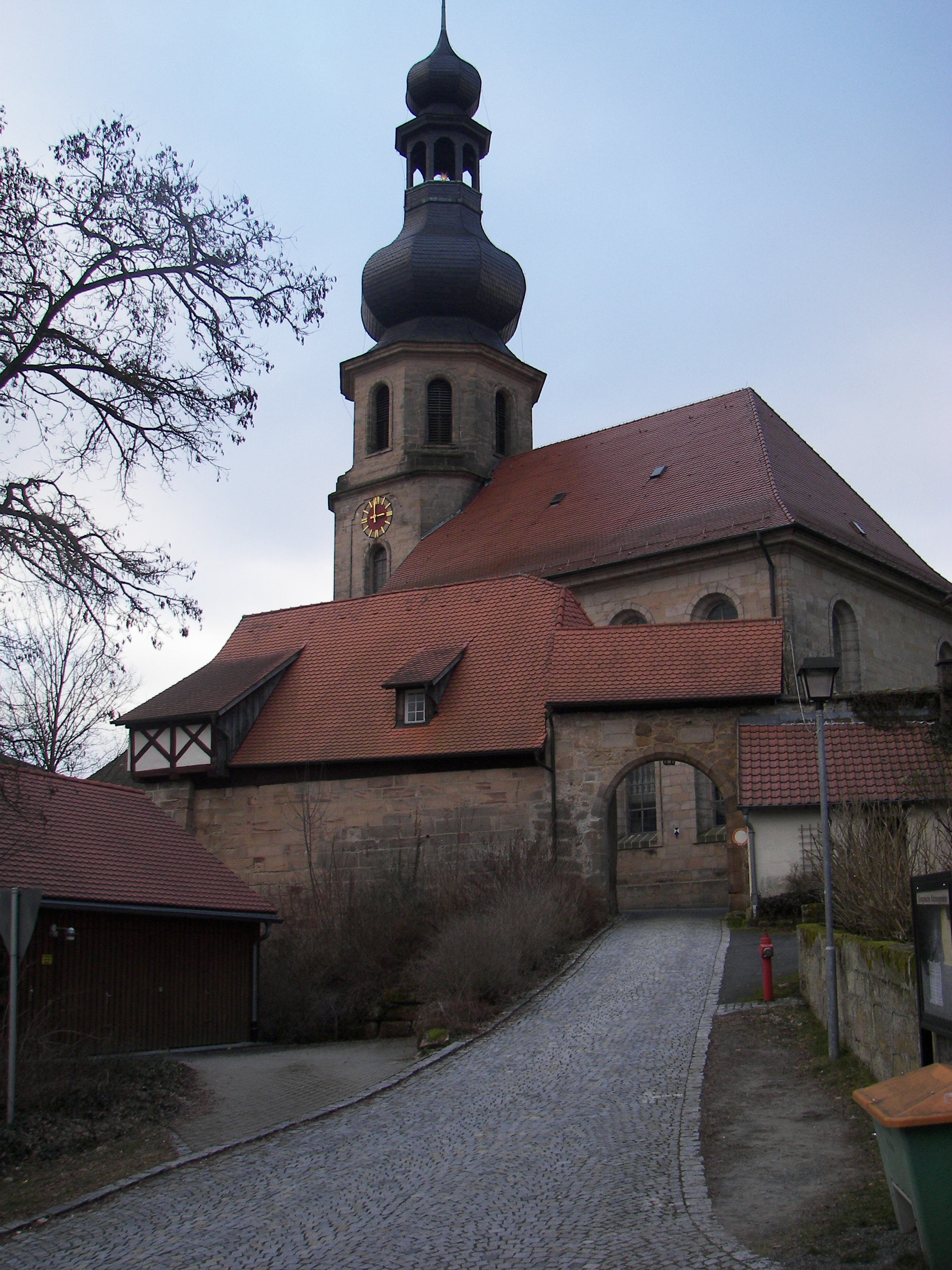
Pfarrkirche St. Johannes

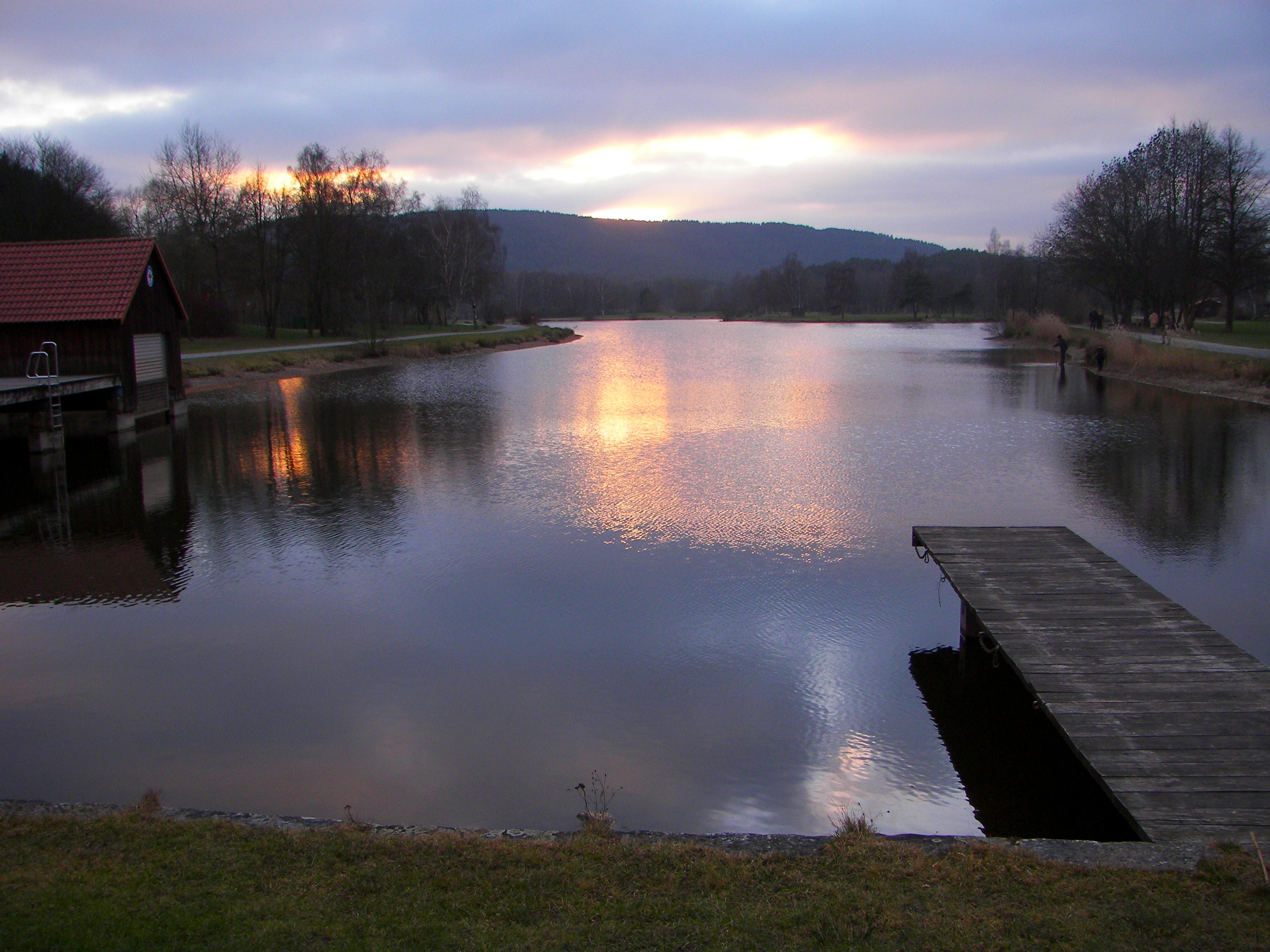
Abendstimmung am Badesee im Winter

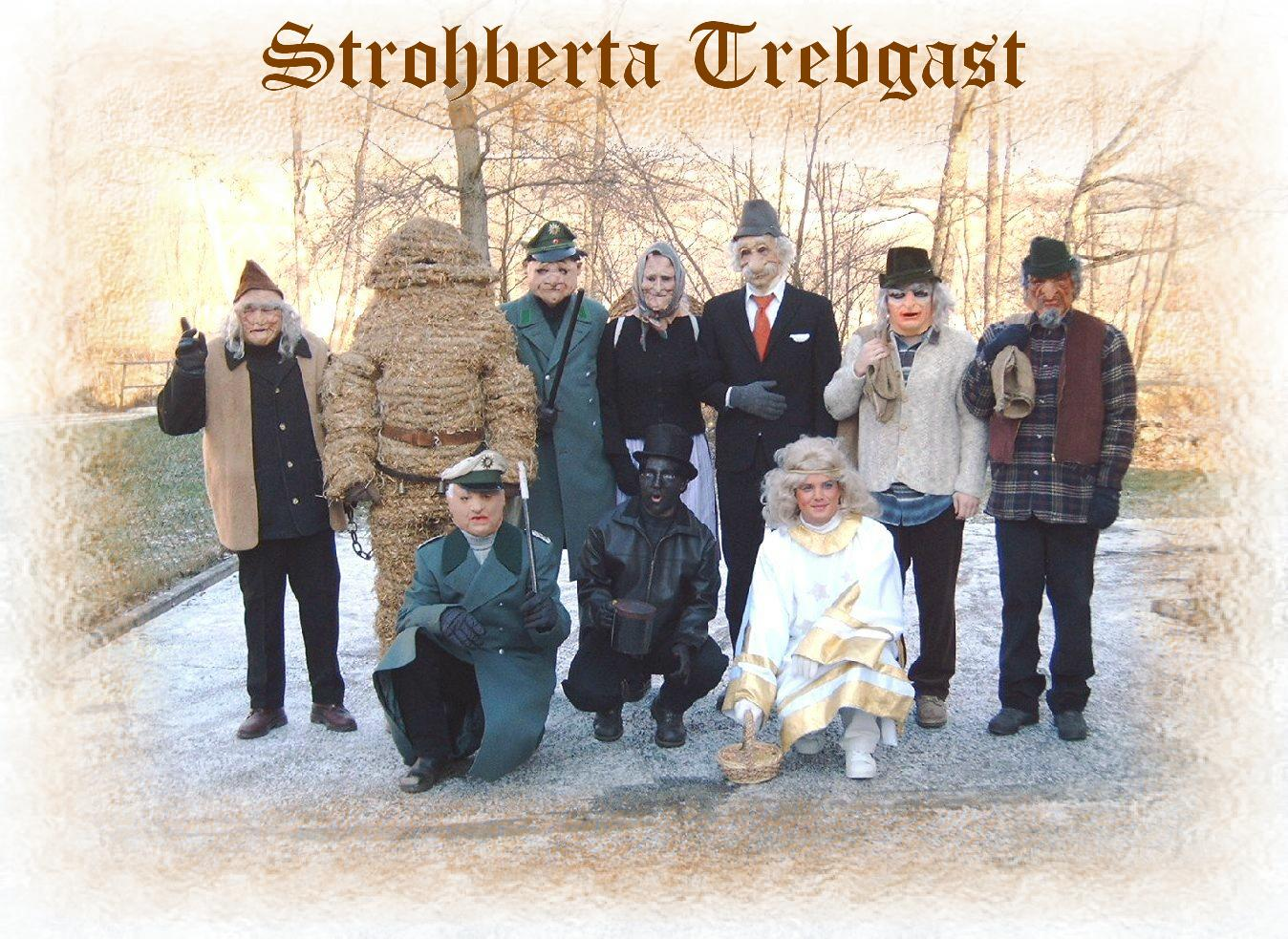
Heilig Abend in Trebgast mit der Strohberta

Die Pfarrkirche St. Johannes ist als Wahrzeichen des Ortes weithin sichtbar. Zusammen mit Beinhaus, Pfarrhaus, Gemeindehaus und den dazugehörenden Mauern bildet sie ein architektonisches Ensemble. Der Innenraum ist mit Stuckarbeiten des italienischen Künstlers Francesco Andreioli ausgestattet.
Großer Beliebtheit erfreut sich das Naherholungszentrum Trebgast mit dem Trebgaster Badesee. Der See ist 680 Meter lang, 220 Meter breit und ca. 68.000 Quadratmeter groß. Der Wanderweg um den See hat eine Länge von 1500 Metern. Die Insel ist 7200 Quadratmeter groß. Die Gesamtfläche des Naherholungszentrums umfasst 18.951 Hektar und wurde von 24 Eigentümern erworben. Die Baukosten betrugen 2,8 Millionen Mark. Die Einweihung und Eröffnung erfolgte am 12. Juni 1975.
Bekannt ist der Hauptort durch die Naturbühne. Der Verein Naturbühne Trebgast e. V. ging aus dem ehemaligen Verkehrs- und Verschönerungsverein Trebgast hervor, den am 30. Mai 1892 der örtliche Pfarrer Benker gründete.
Trebgast hat mehrmals am Wettbewerb Unser Dorf soll schöner werden. Unser Dorf hat Zukunft teilgenommen. Auf Landesebene hat der Ort eine Goldmedaille und zwei Silbermedaillen, auf Bundesebene eine Silbermedaille erhalten.
Alljährlich zieht am Heiligen Abend die „Strohberta“ durch Trebgast. Die Gruppe besteht aus zehn unverheirateten jungen Männern in Verkleidung. Allen voran gehen der Strohbär (Strohberta), das „Christkindla“ und der Schlotfeger. Sie laufen am 24. Dezember von Tür zu Tür durch den Ort. Der Sinn des alten Brauches ist, einerseits das alte Jahr, für das die Strohberta steht, zu vertreiben, andererseits das Glück und einen reichlich gefüllten Geldbeutel für das neue heraufzubeschwören.

### Baudenkmäler

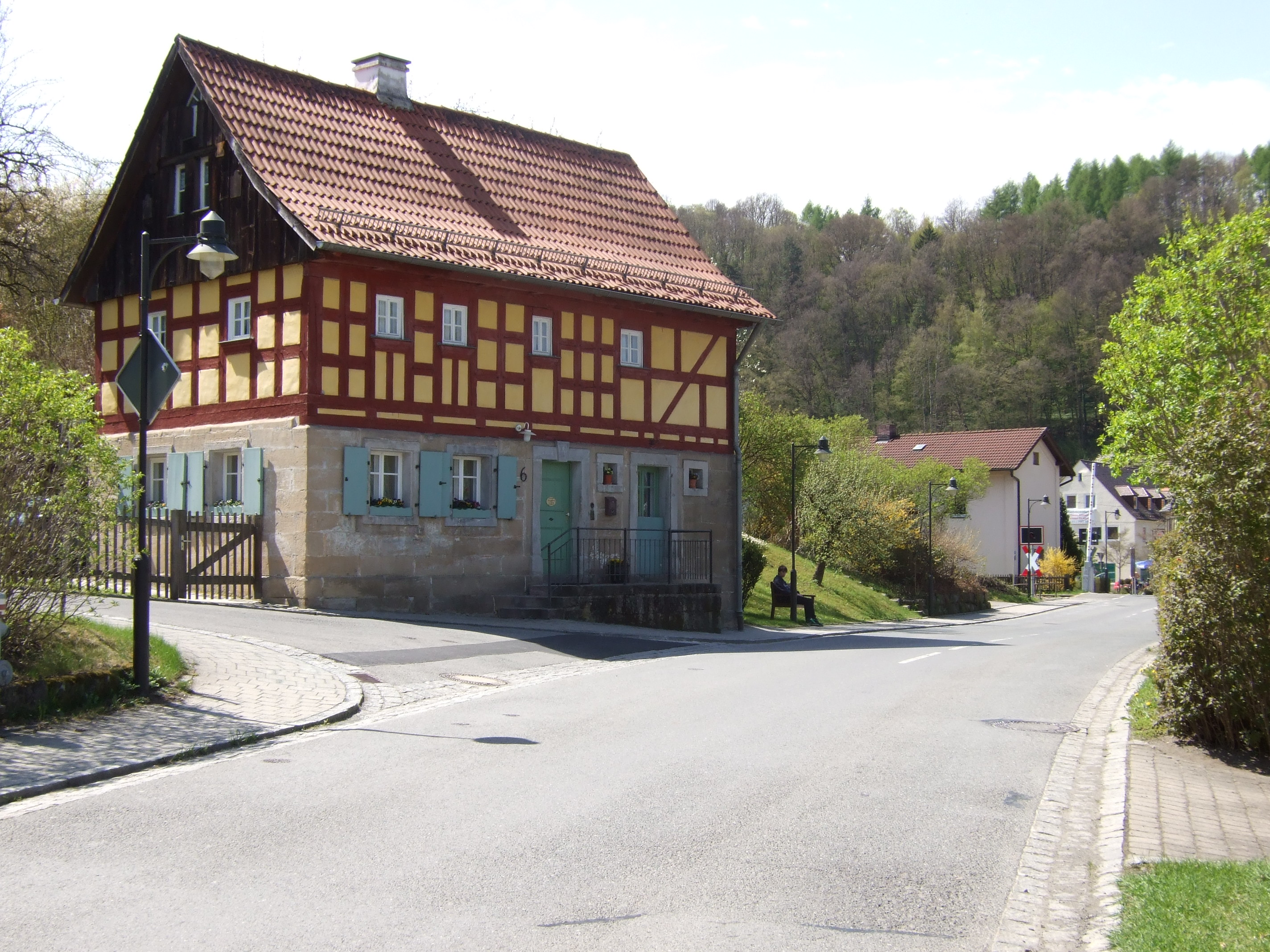
Wohnstallhaus von 1814 in der Berliner Straße

### Sport
Der TSV Trebgast spielte von 1977 bis 1981 vier Saisons in der Bayernliga, der obersten bayerischen Spielklasse im Fußball.

## Verkehr

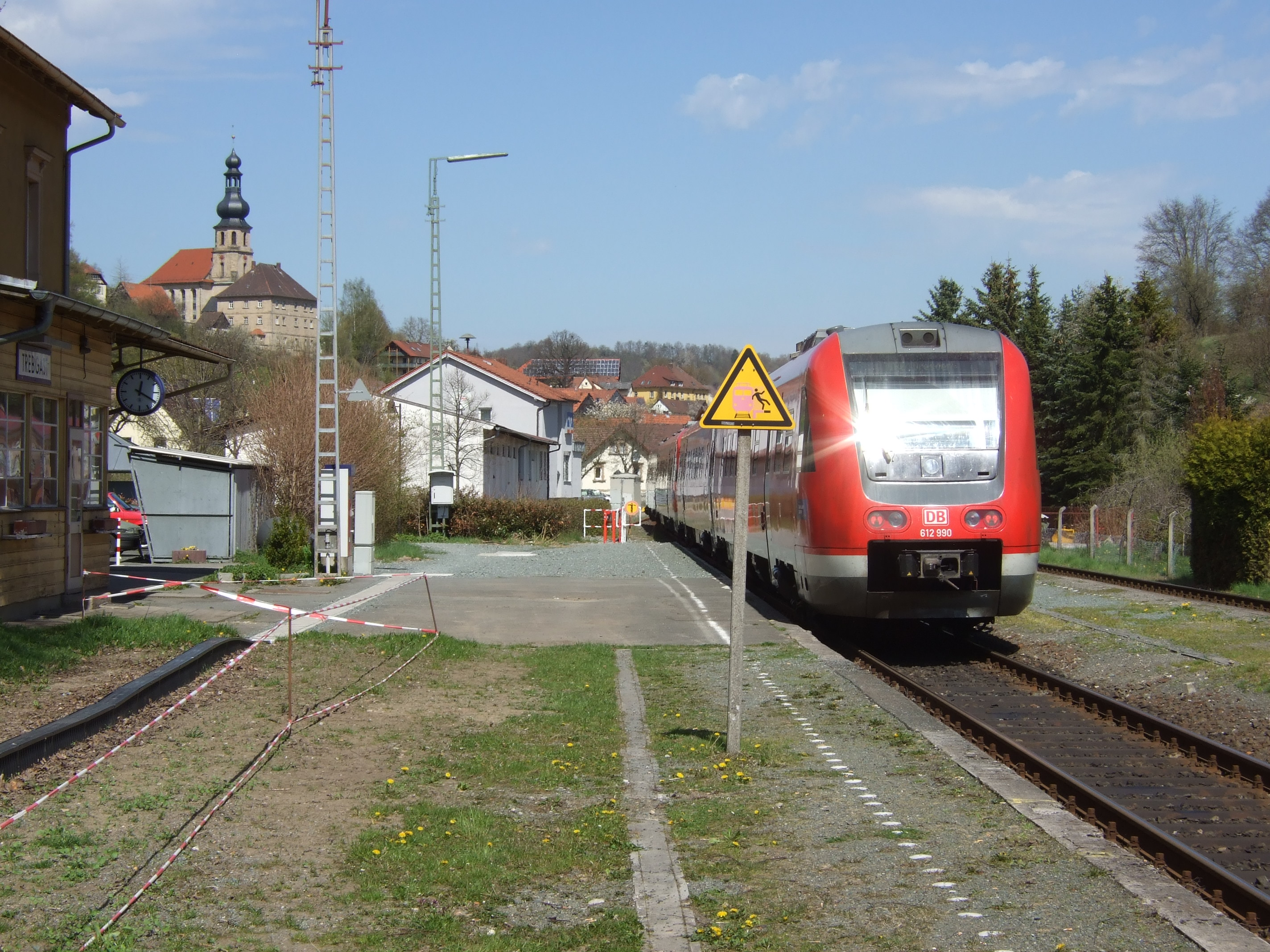
Bahnhof vor dem Umbau mit Regionalexpress von Bayreuth Hauptbahnhof, April 2012

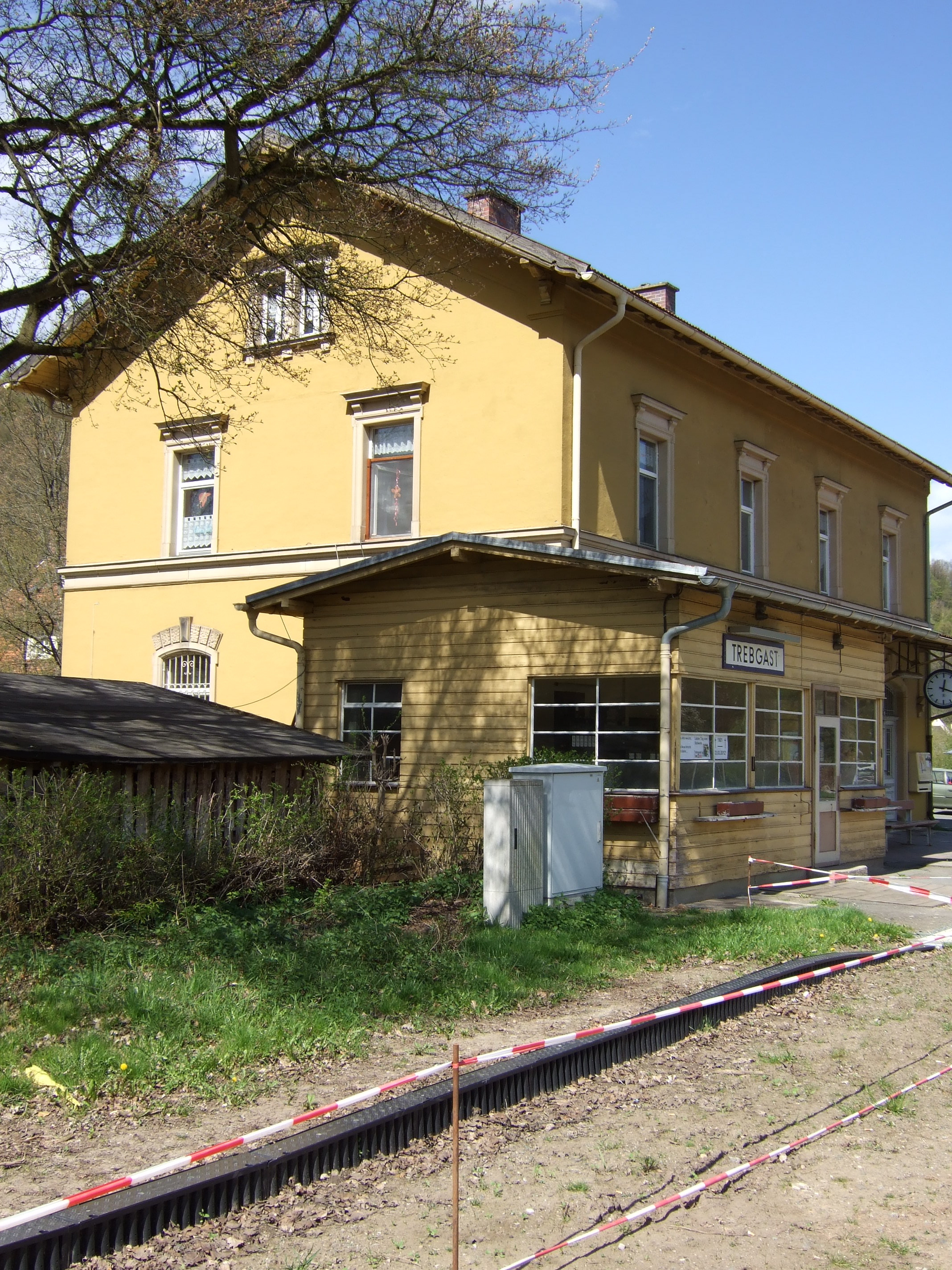
Bahnhofsgebäude mit Hebelstellwerk

Infotafel Rundwanderwege am Bahnhof

Die Staatsstraße 2183 führt an Unterlaitsch vorbei nach Harsdorf (4,4 km südlich) bzw. über Schlömen nach Neuenmarkt (3,5 km nordöstlich). Die Staatsstraße 2182 führt über Waizendorf nach Ködnitz (3,2 km nordwestlich) bzw. an Ziegelhütte vorbei nach Himmelkron zur Bundesstraße 303 (3,7 km östlich), die ihrerseits zu der Anschlussstelle 39 der Bundesautobahn 9 führt. Die Kreisstraße KU 15 verbindet mit Lindau (3 km südwestlich). Die Kreisstraße KU 10 führt an Eichholz vorbei nach Heinersreuth (3,4 km nordwestlich). Ein Anliegerweg führt an Weiherleithen vorbei nach Michelsreuth (1,8 km südöstlich).
Der Bahnhof Trebgast liegt an der 1853 eröffneten eingleisigen Bahnstrecke Bayreuth–Neuenmarkt-Wirsberg. In der zweigleisigen Anlage kreuzen fahrplanmäßig Züge. Der Mittelbahnsteig wurde Ende 2012 umgebaut und verbreitert, der Hausbahnsteig am Empfangsgebäude entfiel. Einst existierte am Hausbahnsteig ein drittes Gleis, von dem ein stumpfes Ladegleis in Richtung Ortsmitte abging.
Bis März 2012 war als örtliches Stellwerk in Trebgast ein Hebelstellwerk mit Formsignalen in Betrieb. Am Nordkopf des Bahnhofs quert die Bayreuther Straße die Gleise an einem mit Schranken gesicherten Bahnübergang. Pro Richtung verkehrt mindestens ein Zug pro Stunde.

## Persönlichkeiten
- Adam Sühler (1889–1964), Politiker (DNVP, CSU)